# Delta(3,5)-delta(2,4)-diénoyl-coenzyme A isomérase
La Δ3,5-Δ2,4-diénoyl-CoA isomérase est une isomérase qui catalyse la réaction :
Δ3,5-diénoyl-CoA  {\displaystyle \rightleftharpoons }  Δ2,4-diénoyl-CoA.
Cette enzyme, qui présente des similitudes avec l'énoyl-CoA hydratase, existe sous différentes isoformes présentes dans les mitochondries, et les peroxysomes. Elle intervient dans le métabolisme des acides gras polyinsaturés.